# Národní památník Chamizal
Národní památník Chamizal, který se nachází v El Pasu v Texasu, podél mezinárodní hranice mezi USA a Mexikem, je parkem a památníkem ve správě National Park Service, který připomíná mírové urovnání sporu o hranice Chamizalu. Rozloha parku je 22,22 hektarů.

## Popis
Park slouží především jako kulturní centrum. Nacházejí se zde umělecké galerie, divadlo a amfiteátr. Uvnitř návštěvnického centra je muzeum, které popisuje historii americko-mexické hranice. Park je postaven na počest mírového řešení sporu o Chamizal. Byl to více než stoletý pohraniční spor mezi Spojenými státy a Mexikem. Ke sporu došlo v důsledku přirozené změny toku řeky Rio Grande mezi městy El Paso v Texasu a Ciudad Juárez v Chihuahua v Mexiku.

## Historie
Národní památník byl založen na části sporného území, které bylo přiděleno Spojeným státům podle Chamizalské úmluvy z roku 1963; na mexické části přiděleného území byl vytvořen federální park Parque Público Federal "El Chamizal". Chamizalská úmluva byla dojednána Mezinárodní komisí pro státní hranici a vodní tok, která byla zřízena v roce 1889. Cílem komise bylo zachovat mezinárodní hranici a podle pozdějších smluv rozdělit vodu z řeky mezi USA a Mexiko a zajistit protipovodňovou ochranu a sanitaci vody.
Národní památník byl schválen 30. června 1966. Pod správu National Park Service přešel 4. února 1974. Od toho dne je také zapsán v americkém Národním registru historických míst.